# Lypowez
Lypowez (ukrainisch Липовець; russisch Липовец Lipowez, polnisch Łypowiec) ist eine Stadt in der Ukraine mit etwa 9.000 Einwohnern. Sie war bis Juli 2020 das administrative Zentrum des Rajons Lypowez und liegt im nordöstlichen Teil der Oblast Winnyzja am Fluss Sob.

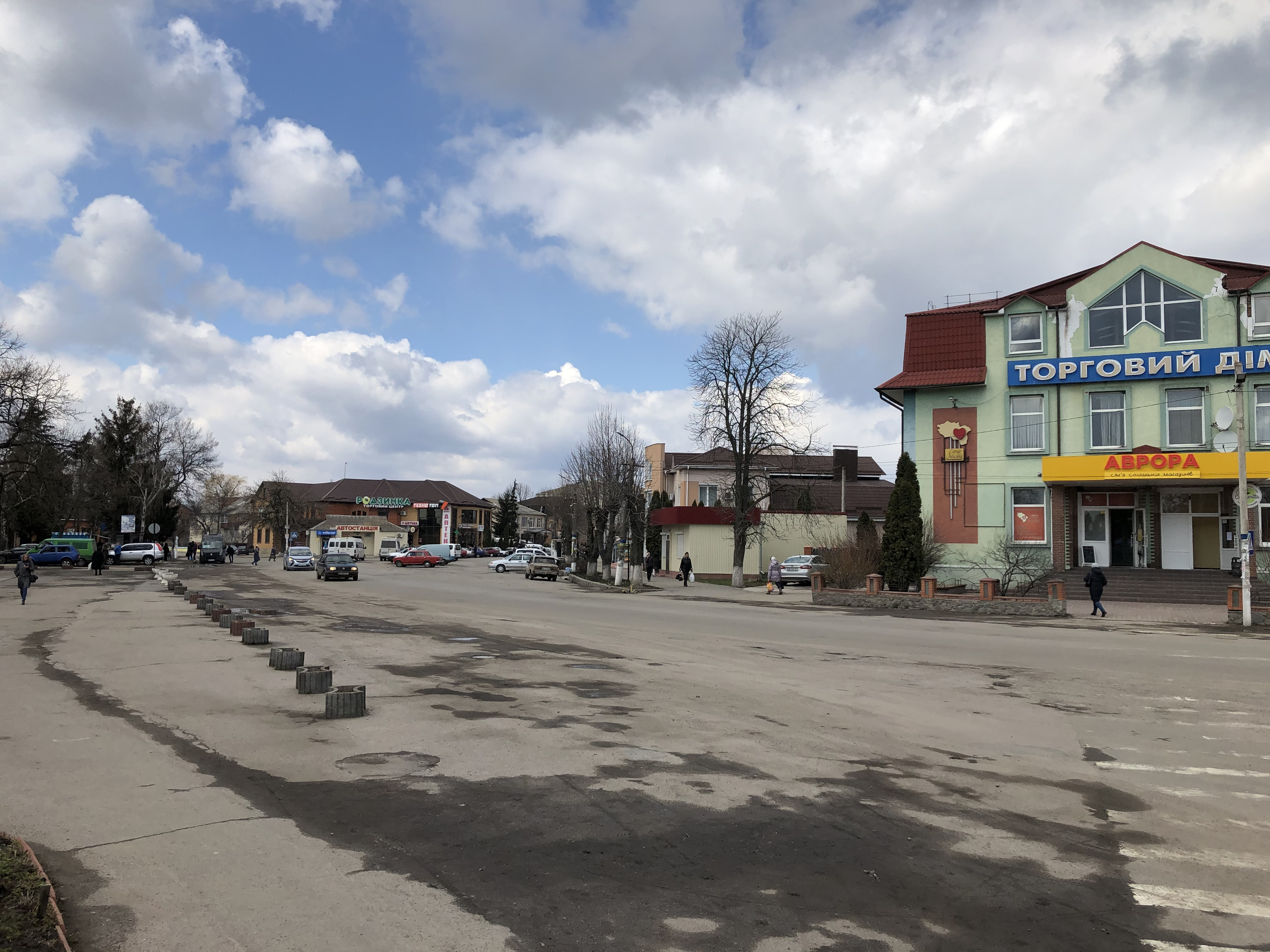
Hauptplatz im Ort

## Geschichte
Die erste urkundliche Erwähnung des Ortes stammt aus dem Jahr 1545, 1925 wurde er zu einer Siedlung städtischen Typs erhoben, am 13. September 2001 wurde Lypowez der Stadtstatus (unter Rajonsverwaltung) verliehen.

### Holocaust
Auf einem Feld bei Lypowez wurden ab Ende April 1942 über 950 Juden von deutschen Sicherheitskräften mit Unterstützung einheimischer Polizisten erschossen und in zwei Massengräbern verscharrt. Zur Erinnerung an die Vernichtung wurden in den 1950er-Jahren Obelisken aufgestellt – auf Initiative von Leontii Usharenko, der in letzter Minute aus der Grube geholt wurde und zusehen musste, wie seine Familie und Bekannte ermordet wurden. Zwei Gedenkorte wurden 2019 an den Massengräbern der jüdischen Opfer errichtet und im September 2019 eingeweiht.

## Verwaltungsgliederung
Am 12. Juni 2020 wurde die Stadt zum Zentrum der neugegründeten Stadtgemeinde Lypowez (Липовецька міська громада/Lypowezka miska hromada). Zu dieser zählen auch die 32 in der untenstehenden Tabelle aufgelisteten Dörfer sowie die Ansiedlungen Jassenezke, Ksaweriwka, Lypowez, Pidlisne und Pylypenkowe, bis dahin bildete sie die gleichnamige Stadtratsgemeinde Lypowez (Липовецька міська рада/Lypowezka miska rada) im Südosten des Rajons Lypowez.
Am 17. Juli 2020 kam es im Zuge einer großen Rajonsreform zum Anschluss des Rajonsgebietes an den Rajon Winnyzja.
Folgende Orte sind neben dem Hauptort Lypowez Teil der Gemeinde:
| Name                     | Name          | Name                          |
| ukrainisch transkribiert | ukrainisch    | russisch                      |
| ------------------------ | ------------- | ----------------------------- |
| Berestiwka               | Берестівка    | Берестовка (Berestowka)       |
| Biloseriwka              | Білозерівка   | Белозеровка (Beloserowka)     |
| Bohdaniwka               | Богданівка    | Богдановка (Bogdanowka)       |
| Choroscha                | Хороша        | Хороша                        |
| Hanniwka                 | Ганнівка      | Анновка (Annowka)             |
| Hordijiwka               | Гордіївка     | Гордиевка (Gordijewka)        |
| Iwanky                   | Іваньки       | Иваньки (Iwanki)              |
| Jassenezke               | Ясенецьке     | Ясенецкое (Jassenezkoje)      |
| Jassenky                 | Ясенки        | Ясенки (Jassenki)             |
| Koroliwka                | Королівка     | Королевка (Korolewka)         |
| Ksaweriwka               | Ксаверівка    | Ксаверовка (Ksawerowka)       |
| Ljulynzi                 | Люлинці       | Люлинцы (Ljulinzy)            |
| Losuwata                 | Лозувата      | Лозоватая (Losowataja)        |
| Lukaschiwka              | Лукашівка     | Лукашовка (Lukaschowka)       |
| Lypowez                  | Липовець      | Липовец (Lipowez)             |
| Napadiwka                | Нападівка     | Нападовка (Napadowka)         |
| Narzysiwka               | Нарцизівка    | Нарцизовка (Narzisowka)       |
| Oleksandriwka            | Олександрівка | Александровка (Aleksandrowka) |
| Otschytkiw               | Очитків       | Очитков (Otschitkow)          |
| Pidlisne                 | Підлісне      | Подлесное (Podlesnoje)        |
| Pissotschyn              | Пісочин       | Песочин (Pessotschin)         |
| Popiwka                  | Попівка       | Поповка (Popowka)             |
| Pylypenkowe              | Пилипенкове   | Пилипенково (Pilipenkowo)     |
| Rossoscha                | Росоша        | Росоша                        |
| Schtschaslywa            | Щаслива       | Счастливая (Stschastliwaja)   |
| Skytka                   | Скитка        | Скитка (Skitka)               |
| Slawna                   | Славна        | Славная (Slawnaja)            |
| Sosiw                    | Зозів         | Зозов (Sosow)                 |
| Sosiwka                  | Зозівка       | Зозовка (Sosowka)             |
| Strutynka                | Струтинка     | Струтинка (Strutinka)         |
| Teklyniwka               | Теклинівка    | Теклиновка (Teklinowka)       |
| Troschtscha              | Троща         | Троща                         |
| Uljaniwka                | Улянівка      | Ульяновка (Uljanowka)         |
| Werbiwka                 | Вербівка      | Вербовка (Werbowka)           |
| Wernjanka                | Вернянка      | Вернянка                      |
| Wijtiwzi                 | Війтівці      | Войтовцы (Woitowzy)           |
| Wikentijiwka             | Вікентіївка   | Викентиевка (Wikentijewka)    |

## Söhne und Töchter des Ortes
- Pjotr Stoljarski (1871–1944), Violinist und Musikpädagoge
- Pawlo Tutkowskyj (1858–1930), ukrainischer Geologe und Geograph
- Genrich Litinski (1901–1985), Komponist und Hochschullehrer

## Belege
1. ↑  "Про віднесення селища міського типу Липовець Липовецького району Вінницької області до категорії міст районного значення"
2. ↑  Брандон, Рей: Липовець. Життя та загибель єврейської громади. In: www.holocaust.kiev.ua. 2019, abgerufen am 16. Oktober 2023 (englisch, ukrainisch).
3. ↑  Einweihung Obelisken
4. ↑  Кабінет Міністрів України Розпорядження від 12 червня 2020 р. № 707-р "Про визначення адміністративних центрів та затвердження територій територіальних громад Вінницької області"
5. ↑  Верховна Рада України; Постанова від 17.07.2020 № 807-IX Про утворення та ліквідацію районів